# Комплекс за посетиоце Свемирског центра Кенеди
Комплекс за посетиоце Свемирског центра Кенеди је центар за посетиоце у НАСА-ином Свемирском центру Кенеди на острву Мерит, Флорида. Садржи изложбе и поставке, историјске свемирске летелице и меморабилије, представе, два IMAX биоскопа и низ аутобуских тура по свемирској луци. Изложба "Спејс-шатл Атлантис" садржи орбитер Атлантис и Shuttle Launch Experience, симулирану вожњу у свемир. Центар такође пружа искуства обуке астронаута, укључујући вишеосну столицу и симулатор базе на Марсу. Комплекс за посетиоце такође има дневне презентације ветерана НАСА астронаута. Аутобуска тура, укључена у цену улазнице, обухвата посебан Центар Аполо/Сатурн V. У 2016. години било је 1,7 милиона посетилаца комплекса.

## Историја
Комплекс је почео са радом 1963. године када је администратор НАСА-е Џејмс Веб успоставио самосталне туре где је јавност могла да вози унапред одређеном рутом кроз Ваздухопловну станицу Кејп Канаверал и малу приколицу са једноставним изложбама на картонским столовима. Процењује се да је те прве године прошло 100.000 посетилаца.

Како је популарност америчког свемирског програма расла са програмом Меркјури и историјским лансирањем Алана Шепарда, велики број новинара и јавности хрлио је у подручје Кејп Канаверал да би видели изблиза. Амерички конгресмен Олин Тиг из Тексаса подстакао је Веба да направи програм за посетиоце. До 1964. године, више од 250.000 самосталних аутомобилских тура, дозвољених недељом између 13 и 16 часова по источном времену, виђено је у Свемирском центру Кенеди (КСЦ). 
 Године 1965, директор КСЦ-а Курт Х. Дебус добио је овлашћење да потроши 2 милиона долара на центар за посетиоце пуног обима, који се простире на 17 хектара. Спејспорт САД, како је убрзо назван, угостио је 500.000 посетилаца 1967. године, прве године рада, и милион до 1969. године. Десет хиљада посетилаца обишло је центар 24. децембра 1968, након што је Аполо 8 облетео Месец.
Почевши од 22. јула 1966, јавне туре су нуђене у аутобусима са 40 седишта. Туре је водио TWA, а биле су доступне тура од 1,5 сата која је укључивала Зграду за склапање возила и тура од 3 сата која је укључивала лансирне објекте. Цене карата су се кретале од 0,50 долара за децу до 12 година до 2,50 долара за одрасле за дужу туру. Више од 1.500 људи обишло је центар тог првог дана, а додатни аутобуси су брзо додати у флоту бивших Грејхаунд аутобуса. TWA је наставио да води туре барем до прославе двестогодишњице 1976. године.
Како се НАСА приближавала Месецу, популарност је расла. До 1969. године, центар за посетиоце био је друга најпосећенија атракција на Флориди, иза Буш Гарденса у Тампи. Чак и током паузе између програма Аполо и Спејс-шатл, посећеност је остала на преко милион гостију и рангирана је као пета најпопуларнија туристичка атракција на Флориди. Када је оближњи Walt Disney World отворен 1971. године, посећеност центра за посетиоце порасла је за 30%, али је јавност често била разочарана релативним недостатком углађености туристичких објеката у КСЦ-у. Постојеће поставке су се углавном састојале од изложбених експоната које су донирали НАСА-ини извођачи радова. Касније те године, започета је надоградња комплекса за посетиоце вредна 2,3 милиона долара, са додатним фокусом на предности истраживања свемира, поред постојећег фокуса на људско истраживање свемира.
Године 1995, компанија Delaware North Companies изабрана је да управља центром за посетиоце. Између 1995. и 2007. године, центар за посетиоце прошао је кроз многе промене, укључујући побољшање ресторана, малопродајних објеката, аутобуса и нових изложби. Тада је комплекс за посетиоце добио своје данашње име, Комплекс за посетиоце Свемирског центра Кенеди. Од тада, објекат је у потпуности самоодржив и не прима никакво финансирање од пореских обвезника или владе. Комплекс за посетиоце Свемирског центра Кенеди проглашен је за 8. најбољи музеј у Сједињеним Државама од стране Trip Advisor-а 2016. године. Комплекс за посетиоце забележио је пораст посећености 2010-их, делом због додавања Спејс-шатла Атлантис као изложбеног експоната, смањења популарности оближњег SeaWorld-а због промене ставова према добробити животиња у заточеништву, при чему се КСЦ сматрао алтернативом, и растућег интересовања за STEM области међу децом. НАСА је обновила уговор са компанијом Delaware North Companies до 2028. године.

## Атракције
У основну улазницу укључен је превоз туристичким аутобусом до Лансирног комплекса 39 и околног имања КСЦ-а, као и до Центра Аполо/Сатурн V. Раније је улазница укључивала и приступ Кући славних астронаута, 6 mi (9,7 km) западно. Та зграда је сада затворена, а Америчка астронаутска кућа славних се налази у новој изложби у комплексу за посетиоце, „Хероји и легенде”.

Центар Аполо/Сатурн V, који се налази 6 mi (9,7 km) северно унутар НАСА-иних капија, велики је музеј изграђен око свог централног експоната, обновљене лансирне ракете Сатурн V, и садржи друге изложбе везане за свемир, укључујући капсулу Аполо. Два биоскопа омогућавају посетиоцима да поново проживе делове програма Аполо. Један симулира окружење унутар контролне собе Апола током лансирања, а други симулира слетање Аполо 11 на Месец. Тура је раније укључивала и Постројење за обраду свемирске станице (SSPF), где су се тестирали модули за Међународну свемирску станицу.
Комплекс за посетиоце укључује два објекта којима управља Меморијална фондација астронаута. Највидљивији од њих је Меморијално свемирско огледало, такође познато као Меморијал астронаута, огромно огледало од црног гранита на којем су угравирана имена свих астронаута који су погинули на дужности. На другом месту у комплексу налази се Центар за свемирско образовање фондације, који укључује ресурсни центар за наставнике, између осталих објеката; и Конференцијски центар Курт Дебус.
Изложба „Хероји и легенде”, која је заменила претходну изложбу о раном истраживању свемира, дом је Америчке астронаутске куће славних и неколико поставки артефаката. Међу њима је свемирска летелица Џемини 9А, као и рекреација Контролног центра Меркјури која користи конзоле и намештај премештен из оригиналне зграде у Свемирској станици Кејп Канаверал. Ови предмети су се раније налазили у објекту Контролног центра мисије Меркјури, који је био на Националном регистру историјских места, али је срушен у мају 2010. због забринутости због азбеста и процењених трошкова од 5 милиона долара за реновирање зграде након 40 година изложености сланом ваздуху.

### Спејс-шатлАтлантис
Године 2010, центар је најавио план вредан 100 милиона долара за смештај пензионисаног орбитера Спејс-шатл у објекат од 10 спратова површине 5.900 m2. Дана 12. априла 2011, на 30. годишњицу лансирања STS-1, НАСА је објавила да ће Спејс-шатл Атлантис бити додељен центру за посетиоце за излагање након свог последњег лета на мисији STS-135 и накнадног повлачења из употребе. Изложба је званично отворена 29. јуна 2013, нудећи поглед на шатл од скоро 360 степени. Атлантис је постављен под углом од 43,21 степена са отвореним вратима товарног простора; поглед који се раније могао видети само у свемиру.
Изложба такође укључује реплику Свемирског телескопа Хабл у природној величини, астро-комби из програма Шатл, прототип Шатла др. Максима Фажеа из 1969. године, велики тобоган који имитира нагиб од 22 степена Спејс-шатла при слетању, бројне симулаторе за обуку астронаута и симулаторе Шатла, као и друге поставке о животу у свемиру. У приземљу се налази изложба "Заувек упамћени", која одаје почаст 14 астронаута изгубљених у катастрофама Спејс-шатла Чаленџер и Спејс-шатла Колумбија. "Заувек упамћени" укључује личне артефакте астронаута, два пронађена дела Шатлова, снимке физичког и емоционалног опоравка и повратак у летове. Ова изложба је заменила Спејс-шатл Експлорер, који је био реплика Спејс-шатла у пуној величини и високој верности, у коју су посетиоци могли да уђу. Експлорер је уклоњен из Центра за посетиоце КСЦ-а 11. децембра 2011. и премештен на док у басену за окретање поред прес-сајта Лансирног комплекса 39. Возило је остало у басену за окретање до 2012. године, када је премештено у Свемирски центар Хјустон.

### Искуство лансирања шатла
Искуство лансирања шатла, које је дизајнирао Боб Роџерс и дизајнерски тим BRC Imagination Arts, отворено је 25. маја 2007. Атракција ставља госте кроз симулирано лансирање Шатла. Компанија Delaware North Companies уложила је шест година и 60 милиона америчких долара у атракцију. Током развоја консултовани су астронаути, стручњаци НАСА-е и лидери у индустрији атракција. Атракција је смештена у згради од 4.100 m2 која садржи четири симулатора, од којих сваки прима 44 особе. Бивши командант Шатла и тадашњи администратор НАСА-е Чарлс Ф. Болден наратор је симулације и водитељ унапред снимљеног пред-шоуа. У раним годинама атракције, гости су улазили споља и излазили у продавницу сувенира пре него што би се вратили у Комплекс за посетиоце. Међутим, 2013. године атракција је касније постала део изложбе за Спејс-шатл Атлантис, при чему је простор бивше продавнице сувенира коришћен за неколико симулатора који су омогућавали гостима да се окушају у слетању и пристајању Спејс-шатла.

### Хероји и легенде
Америчка астронаутска кућа славних сада се налази у изложби „Хероји и легенде”, која је заменила претходну изложбу о раном истраживању свемира унутар главног улаза у комплекс за посетиоце. Изложба вредна 20 милиона долара, отворена 2016. године, фокусира се на прве америчке астронауте и девет карактеристика хероја. Свака карактеристика приказује артефакте астронаута и мултимедију релевантну за ту карактеристику. Кључни артефакти укључују капсулу Џемини 9А из 1966. године којом су летели Томас П. Стафорд и Јуџин Сернан, оригинални амблем НАСА-е из Контролни центар мисије Меркјури (1959), контролни центар из Пројекат Меркјури (преостао из изложбе о раном истраживању свемира), ракету Меркјури-Редстоун МР-6 (вероватно намењену за Дика Слејтона) и капсулу Сигма 7 Волија Шире из 1962. године. Ту су и артефакти одређених астронаута, као што је суборбитално летачко одело Гаса Грисома од 21. јула 1961.
„Хероји и легенде” такође садржи Америчку астронаутску кућу славних, приказујући примљене мушкарце и жене. У центру сале налази се интерактивни киоск са базом података примљених чланова, индексом мисија и виртуелном приликом за фотографисање са астронаутима Меркјури 7.
Компанија Боинг је главни спонзор изложбе „Хероји и легенде”, што је означило први пут да је комплекс за посетиоце ушао у споразум са корпоративним спонзором за више од 50 година.

#### Америчка астронаутска кућа славних
Америчка астронаутска кућа славних, смештена унутар зграде „Хероји и легенде”, укључена је у дневну улазницу за комплекс за посетиоце. Кућа славних је раније била у власништву и под управом Фондације U.S. Space Camp, али ју је на аукцији купила компанија Delaware North Park Services у септембру 2002. у име НАСА-е. Зграда је преименована у ATX центар и у њој се налазе образовни програми, укључујући Камп Свемирски центар Кенеди и Искуство обуке астронаута.

### Врт ракета
Врт ракета се налази унутар предњег улаза, иза изложбе „Хероји и легенде”. То је спољна поставка историјских ракета које су Американце и сателите послале у свемир. Посетиоци могу да приђу и обиђу базу ракета. Све ракете у врту су праве ракете, са изузетком Меркјури-Атлас, која је реплика. Ракете Меркјури-Редстоун, Меркјури-Атлас и Титан II лансирале су астронауте, а ракете Џуно I, Џуно II, Тор-Делта и Атлас-Агена лансирале су сателите са Свемирске станице Кејп Канаверал. Оне су постављене усправно, док је највећа ракета, Сатурн IB, постављена на бок. Ракете Сатурн IB лансирале су Аполо командне/сервисне модуле у Земљину орбиту за мисије Аполо, Скајлаб и Аполо-Сојуз тест пројекат. Сатурн IB је рестауриран 2018. године. У марту 2021, лансирно возило Делта II додато је у Врт ракета.
Изложени Џуно I обојен је серијским бројем "UE", што је референца на возило које је лансирало први амерички сателит, Експлорер 1. Џуно II лансирао је прву америчку сонду која је побегла од Земљине гравитације и прошла поред Месеца. Ракете Атлас-Агена лансирале су ране сонде на Месец, Венеру и Марс, као и циљна возила Агена која су коришћена за сусрет и спајање са свемирским летелицама Џемини — неопходна техника за наредне мисије Аполо. Тор-Делта је било једно од најпоузданијих и најчешће коришћених лансирних возила. Изложени Титан II је реновирани ICBM Ваздухопловних снага са репликом свемирске летелице Џемини, обојен да личи на бустер Џемини 3. Спашен је из Аризонског отпада и подигнут 2010. године да замени дотрајалу макету састављену од две прве фазе која је била изложена више од 20 година. Изложени Сатурн IB је SA-209 који је био предвиђен за могућу мисију Скајлаб спасавање. Врт такође садржи макете капсула из програма Меркјури, Џемини и Аполо у које посетиоци могу да уђу. Ракетни мотор F-1 који је покретао прву фазу Сатурн V такође је изложен. Бесплатне вођене туре по врту доступне су свакодневно.
У јуну 2019, званичник комплекса за посетиоце Терин Проце понудио је SpaceX-у место за бустер Фалкон 9 или Фалкон Хеви у врту: "Имамо расположив простор и могућност да то остваримо". Извршни директор SpaceX-а Илон Маск одговорио је изражавајући интересовање за понуду.

#### Галерија Врта ракета
- F-1 ракетни мотор за Сатурн V
- Сатурн IB (SA-209)
- КСЦ Врт ракета (с лева на десно): Меркјури-Атлас, Атлас-Агена, Меркјури-Редстоун, Тор-Ејбл, Џуно II, Џуно I

### Gateway
Са поднасловом "Лансирни комплекс за дубоки свемир", ова атракција је отворена у пролеће 2022. и приказује хардвер фокусиран на будућа истраживања. Изложени предмети укључују бустер Фалкон Хеви, капсулу из Exploration Flight Test-1, прототипове других свемирских летелица које су разматране за лет, и интерактивне експонате везане за путовања изван Месеца. Објекат је домаћин ротирајућег сета од три представе посвећене темама као што су екстрасоларне планете, Марс или недавна открића у дубоком свемиру.

### Центар Аполо/Сатурн V
Центар Аполо/Сатурн V (28° 36′ 20″ С; 80° 40′ 11″ З / 28.6055° С; 80.6696° З) налази се север-северозападно од Лансирног комплекса 39 на Кенеди Парквеју N у близини Постројење за слетање шатла и доступан је посетиоцима само путем аутобуских тура из Комплекса за посетиоце. Центар, који је отворен 17. децембра 1996, дизајнирао је Боб Роџерс и дизајнерски тим BRC Imagination Arts, за НАСА-у и компанију Delaware North. Отварање изложбе било је историјско за НАСА-у јер је то била прва велика изложба отворена унутар ограничене зоне, доступна само аутобусима Свемирског центра Кенеди.
Објекат површине 9.300 квадратних метара изграђен је да би се у њему сместило рестаурирано лансирно возило Сатурн V и садржи друге изложбе везане за Програм Аполо. Све док структура није изграђена, Сатурн V је дуги низ година био изложен хоризонтално на отвореном, јужно од Зграда за склапање возила, а туристички аутобуси су доводили посетиоце до њега.
Други експонати укључују командни модул Апола 14 Кити Хок, који је превезао Алана Шепарда, Стјуарта Русу и Едгара Мичела на Месец 1971. и облетео га 34 пута, током чега су Шепард и Мичел извршили треће људско слетање на Месец; некоришћени командни и сервисни модул Аполо Скајлаб спасавање (CSM-119), и некоришћени Лунарни модул (LM-9). CSM-119 је био одређен за могућу мисију спасавања Скајлаб и као резерва за Аполо-Сојуз тест пројекат. LM-9 је првобитно био предвиђен за употребу на мисији Аполо 15, али када су мисије након Аполо 17 биле отказане, уместо њега је коришћен каснији LM (LM-10).
Такође је изложен исечак Месечеве стене који посетиоци могу додирнути. Други експонати укључују реплику Лунарно возило, разна свемирска одела, укључујући свемирско одело Алана Шепарда за ванбродске активности са мисије Аполо 14, део лунарног модула Аполо 13 који су вратили астронаути, узорке са Месеца са мисија Аполо 15 и Аполо 17, и велики пресек модела Сатурна V у размери. Два биоскопа омогућавају посетиоцима да поново проживе делове програма Програм Аполо – један симулира окружење унутар контролне собе из ере Апола током лансирања Аполо 8, а други симулира слетање Аполо 11.
У јануару 2017, "Ad Astra Per Aspera – Трновит је пут до звезда" отворен је у Центру Аполо/Сатурн V у знак сећања на погинуле астронауте мисије Аполо 1. Стална поставка приказује личне меморабилије тројице астронаута, са фотографијама и видео записима из њихових професионалних и приватних живота. Изложба такође приказује угљенисани троделни поклопац Блок I из пожара, и редизајнирани поклопац Блок II. Поклопац Блок II летео је на свим наредним мисијама Аполо и могао се брже отворити у случају нужде.

#### Галерија Центра Аполо/Сатурн V
- Амблем центра
- Аполо 14 Командни модул Кити Хок
- Аполо лунарни модул (LM-9)
- Тест возило Лунарно возило
- Макета контроле лансирања
- Комби за астронауте Апола
- "Ad Astra Per Aspera – Трновит је пут до звезда"
- Сатурн V са печатима мисија десно
- Макета контролног центра Апола 11.
- Јакна коју је носио Мајкл Колинс са амблемима за Аполо 11 и друге мисије на којима је летео.

### Пут на Марс: Траже се истраживачи
Шаблон:Kennedy Space Center map Године 2010, атракција "Простор за истраживање; Траже се истраживачи", коју је такође дизајнирао BRC Imagination Arts, функционисала је као делимично имерзивно искуство, а делимично као футуристички центар за регрутацију. Сада је позната као "Пут на Марс: Траже се истраживачи" са фокусом на истраживање Марса. Атракција, која користи видео пројекције великих размера, димензионалне експонате и интерактивна искуства, дизајнирана је да урони посетиоце у авантуру и нерешене изазове будућег истраживања свемира. Изложба укључује симулаторе орбиталног пристајања и слетања на Месец, модел развојног возила за посаду у природној величини, модел возила за истраживање свемира и моделе породице ровера на Марсу: Кјуриосити, Спирит, Опортјунити и Соџурнер.

### НАСА сада
НАСА сада је изложба која има ротирајућу поставку свемирских летелица НАСА-е и њених комерцијалних партнера. НАСА сада, од лета 2017, има свемирску летелицу Орион EFT-1 која је летела у свемир, дизајнирану за НАСА-ин Систем за лансирање у свемир (SLS) и модел SLS лансирног возила у размери. Ту је и модел возила за посаду Боинг CST-100 Старлајнер у пуној величини. Такође је изложена и капсула Драгон компаније SpaceX која је летела у свемир у мисији COTS-2, што је прво комерцијално возило које се спојило са Међународном свемирском станицом (ISS). Посуда под притиском за CST-100 Старлајнер, модел теретног возила Дрим Чејсер компаније Sierra Nevada Corporation, модел лансирног возила Атлас V компаније United Launch Alliance и ракета Vector-R компаније Vector Space Systems такође су део изложбе. НАСА сада се налази унутар IMAX биоскопа.

### Меморијално свемирско огледало
Меморијално свемирско огледало, такође познато као Меморијал астронаута, одржава Меморијална фондација астронаута и налази се иза IMAX биоскопа на терену главног Комплекса за посетиоце. Одаје почаст НАСА-иним астронаутима, као и неколицини војних и цивилних астронаута који су погинули на дужности.

### Планета игра
Атракција Планета игра је вишеспратна, високо имерзивна структура за игру намењена деци узраста од 2 до 12 година. Отворена је за јавност 1. јануара 2021. и садржи различите погодности као што су структуре за пењање, тобогани, интерактивне игре и светлосне пројекције, са намером да се деца едукују о неким од технологија које се користе у истраживању свемира.

### Корак. Снага. Лансирање.
Корак. Снага. Лансирање. је атракција где посетиоци скачу на подлоге под притиском како би напунили ракету на екрану. Постоје 3 секције: Земља, Месец и Марс. Када се ракета потпуно напуни горивом, дим почиње да излази испод екрана и приказује се секвенца лансирања.

### IMAX биоскоп (зграда Планета игра)
Овај IMAX биоскоп, који се налази у згради Планета игра, приказује два филма: Journey to Space и Asteroid Hunters.

### Роботски извиђачи (затворено)
Године 1999, атракција "Роботски извиђачи" отворена је као пролазна изложба која истиче НАСА-ине беспилотне планетарне роботске сонде. Атракција, коју је првобитно дизајнирао награђивани дизајнер искустава Боб Роџерс и дизајнерски тим BRC Imagination Arts, истражује како роботи помажу у утирању пута за људске свемирске летове. Током посете, госте је кроз атракцију водио робот по имену StarQuester 2000, који им је објашњавао мисију "Роботских извиђача: пионира за људска истраживања", уз помоћ других тада активних робота, укључујући Војаџере, Викинге, Касини, па чак и Свемирски телескоп Хабл. Искуство је кулминирало посетом диорами базе на Марсу, која је чак укључивала и симулирани залазак сунца на Марсу. Атракција је сада затворена и замењена новим, побољшаним и активностима богатијим програмом за извиђаче.

### Рано истраживање свемира (затворено)
Године 1996, "Рано истраживање свемира" отворено је као изложба у Свемирском центру Кенеди у даљем углу Врта ракета, близу места где се сада налази тренутни улаз у Комплекс за посетиоце. Као што и само име говори, ова изложба слави ране године америчког истраживања свемира, са телевизорима који приказују вести из 1960-их које описују догађаје одређених летова, као и друге меморабилије које обележавају то време. Изложба је такође садржала стварне конзоле из Контролног центра мисије Меркјури. Ова изложба је затворена 2014. и трансформисана у "Хероји и легенде", при чему су многи предмети из оригиналне Астронаутске куће славних премештени овде. Конзоле Контролног центра мисије Меркјури су такође задржане из поменуте изложбе.

## Посебни догађаји и програми
Комплекс за посетиоце такође организује посебне догађаје са улазницама које води Delaware North. Церемоније натурализације одржаване су у Врту ракета. Нудило се посматрање лансирања Спејс-шатла, а сада и посматрање лансирања ракета, из комплекса за посетиоце, што омогућава поглед изблиза на лансирне рампе. Америчка астронаутска кућа славних организује годишњу церемонију пријема нових чланова. Искуство обуке астронаута (Astronaut Training Experience) такође нуди компанија Delaware North у Центру за искуство обуке астронаута са неколико макета Спејс-шатла у пуној величини, Контроле мисије и опреме за обуку. Комплекс такође организује једнонедељне акредитоване дневне кампове за децу од 2. до 9. разреда. Комплекс за посетиоце нуди догађаје током целе године, од презентација астронаута и прилика за потписивање, до гостовања специјалних гостију и прослава годишњица.
Музички спот за песму „Walking on the Moon” групе The Police снимљен је у Свемирском центру Кенеди 23. октобра 1979. Приказује чланове бенда како мимиком прате песму међу изложеним свемирским летелицама, са убаченим снимцима НАСА-е. Стјуарт Копланд удара палицама по ракети Сатурн V. Такође, музички спот за eurodance песму из 1992. године „Rhythm Is a Dancer” групе Snap! снимљен је у Врту ракета Комплекса за посетиоце Свемирског центра Кенеди.